# Whiteochloa capillipes
Whiteochloa capillipes là một loài thực vật có hoa trong họ Hòa thảo. Loài này được (Benth.) Lazarides miêu tả khoa học đầu tiên năm 1978.